# Koepckeschattenkolibri
Der Koepckeschattenkolibri (Phaethornis koepckeae), auch Orangebrauner Schattenkolibri oder Koepckeeremit, ist eine Vogelart aus der Familie der Kolibris (Trochilidae). Er ist endemisch in Peru. Der Bestand wird von der IUCN als „potenziell gefährdet“ (Near Threatened) eingeschätzt.

## Merkmale
Der Koepckeschattenkolibri erreicht eine Körperlänge von etwa 14 bis 15 cm, der gerade Schnabel macht davon ca. 35 mm aus. Der Oberkopf ist schwärzlich mit grünlichem Glanz, wobei die schwarzen Ränder an den Federn einen schuppigen Effekt erzeugen. Der Nacken schimmert in einem grünlichen Bronzeton, der am Rücken in eine glänzende Bronzefarbe übergeht und am Bürzel rötlicher wird. Die rötlichbraunen Oberschwanzdecken weisen subterminal zwei bis drei schwarze Bänder auf. Zügel und Ohrdecken sind schwärzlich mit einem weißrötlichen Strich hinter den Augen. Ein weiß-gelblichbrauner Strich führt von der Basis des Schnabels unter den Bereich der Ohren. Das Kinn und die Kehle sind weiß und an den Seiten von gelblichbraungrauen Wangenstreifen gesäumt. Die Nackenseiten sind gräulichbraun. Das helle Rotbraun der Brust wird seitlich dunkler und geht nach hinten Richtung Bauch, Flanken und Unterschwanzdecken abgestuft in ein sattes rötliches Gelbbraun über. Die Schwungfedern und Oberflügeldecken glänzen schwärzlich, während die Armschwingen grünlich bronzefarben strahlen. Die zentralen Schwungfedern sind überwiegend grün, werden aber nach hinten grau abgestuft und weisen schließlich weiße Spitzen auf. Die vier seitlichen Schwungfedern glänzen dunkelgrün, was nach hinten in einen gelblichbraunen bis rötlichbraunen Fleck an der Fahne übergeht. Der Schnabel ist überwiegend schwarz, wobei ca. zwei Drittel des Unterschnabels orangerot sind. Die Iris ist dunkelbraun und die Farbe der Beine ist fleischfarben. Es besteht kein Sexualdimorphismus.

## Verbreitung und Lebensraum

Verbreitungsgebiet des Koepckeschattenkolibris

Diese Art ist an einzelnen, verstreuten Orten relativ häufig verbreitet. Hier kommt sie in begrenzten Bereichen an abgelegenen Bergkämmen am Fuße der Osthänge der Anden in Höhen zwischen 450 und 1300 Metern vor.  Sie hält sich in den unteren Straten feuchter Bergwälder auf, eher selten in benachbarter Sekundärvegetation. Der Ornithologe John Patton O’Neill berichtete von Vorkommen im Tal des Marañón im nördlichen Teil Perus ca. 600 Kilometer nordwestlich des ersten Fundorts in den abgelegenen Bergen von Sira. Gelegentlich wurden Koepckeschattenkolibris auch in typischen Wäldern der Tiefebene bis hin zu den moosüberwachsenen Nebelwäldern gesichtet. Die Wälder im typischen Habitat des Kolibris in den Bergen von Sira sind dominiert von Ingwergewächsen (Costus, Renealmia), Pfeilwurzgewächsen (Calathea) und Bananengewächsen (Helikonien).

## Verhalten
Das Verhalten des  Koepckeschattenkolibris ist noch nicht genügend erforscht.

## Fortpflanzung
Es ist nicht viel über das Brutverhalten dieser Art bekannt. Die Biologin und Professorin Helen Jane Brockmann fotografierte am 23. Juli 1971 ein Nest in den Bergen von Sira. Das kleine, kegelförmige Nest mit zwei Nestlingen befand sich nahe der Spitze an einem Wedel eines Scheibenblumengewächses, ca. 1,20 Meter über dem Boden.

## Lautäußerungen
Der Ruf besteht aus einer eindringlichen, lebhaften Serie kurzer Rufe, die wie b'sii b'sii b'sii klingen. Dazu kommt ein ansteigendes tschuii oder tschuing, sowie eine abnehmende, beschleunigte Serie von hohen Tönen.

## Etymologie und Forschungsgeschichte
Der Holotypus wurde am 2. Juli 1969 in 860 Metern Höhe von John Seddon Weske und John Whittle Terborgh in den  Bergen von Sira im Departamento de Huánuco gesammelt. Bis zu seiner Erstbeschreibung lagerte es im American Museum of Natural History.
Der Begriff Phaethornis leitet sich aus den griechischen Wörtern φαέθων phaéthōn für „leuchtend, strahlend“ und ὄρνις órnis für „Vogel“ ab. Das Artepitheton koepckeae ehrt die Ornithologin Maria Koepcke, die an den ersten beiden Expeditionen in den Bergen von Sira teilnahm und vier weitere Bälge dieser Art präparierte.